# تسفيكاو
تسويكاو (بالألمانية: Zwickau) هي مدينة، بلدة ألمانية، Grosse Kreisstadt و Major regional center تقع في ألمانيا في Zwickau. يقدر عدد سكانها بـ 95,089 نسمة .

## المدن التوأمة
مدن دورتموند، Jablonec nad Nisou و زانستاد هي مدن توأمة لـتسويكاو.

## أعلام
- كريستوف داوم
- راينهارد فرانز
- لارس رايدل
- كريستين غيريش
- توماس هارتمان
- روبرت شومان
- أوقست شومان
- يورغن كروي
- الكسندر شفاب